# ГШ-18
ГШ-18 (индекс ГРАУ — 6П54) — российский пистолет, разработанный в начале 2000-х годов в Тульском конструкторском бюро приборостроения.
Название он получил по первым буквам фамилий конструкторов, под руководством которых проектировался (Грязева Василия Петровича и Шипунова Аркадия Георгиевича) и числа «18», означающего ёмкость магазина. Серийно производится с 2003 года, предлагается на экспорт.
В 2003 году, принят на вооружение российской армии. С декабря 2005 года включён в перечень наградного оружия. В сентябре 2006 года принят на вооружение прокуратуры России в качестве оружия для личной защиты прокуроров и следователей. Принят на вооружение Федеральной службы судебных приставов и Федеральной службы исполнения наказаний.

## История создания
Решение о возможности применения в новом армейском пистолете «патрона типоразмера 9×19 мм» было принято в ноябре 1993 года, к реализации пистолета под патрон 9×19 мм Парабеллум КБП подключилось только осенью 1998 года после отказа от пистолета П-96 «Эфа».
Первые опытные пистолеты по проекту ГШ отличались от П-96 «Эфа» принципом запирания. Запирание поворотом ствола с зацепом его за окно для выброса гильз не годилось для патронов 9×19 мм Парабеллум, поэтому отрабатывались две схемы: запирание качающимся клином (типа Р-38) и серьгой (типа ТТ). До полигона же дошли два пистолета с запиранием поворотом ствола, но механизм запирания и Ударно-спусковой механизм в них были полностью переработаны П-96Ф 9×19 мм Парабеллум с механизмом запирания аналогичным П-96М и П-96С (работает за счет отдачи ствола с коротким ходом со сцепленным затвором, который двигается назад вместе со стволом до его поворота и после чего происходит расцепление) и ГШ-18 где в ходе сравнения предпочтения было отдано ГШ-18.
В ГШ-18 поворот осуществлялся за счёт взаимодействия выступа на казённой части ствола с копирным пазом вкладыша рамки пистолета. В передней части затвора неподвижно закреплена вкладная муфта с 10 парными боевыми упорами для сцепления затвора со стволом. Количество боевых упоров на стволе также было доведено до десяти (у П-96 «Эфа» — один упор). Уменьшился с 30° до 18° угол поворота ствола при запирании.

## Конструкция
Система автоматики пистолета основана на отдаче ствола при его коротком ходе и запирании канала ствола его вращением. Такая схема позволяет резко уменьшить габариты оружия, но применяется весьма редко.
Рамка пистолета выполнена из стеклонаполненного полиамида со стальными вставками, что уменьшило вес оружия, а также несколько снизило импульс отдачи за счёт демпфирующих свойств пластика. Ствол с шестью полигональными нарезами изготовлен холодной ковкой. Затвор штампованно-сварной, из 3-мм стального листа.
Ударно-спусковой механизм — ударниковый, двойного действия, с предварительным частичным взведением ударника при движении затвора и довзведением при нажатии на спусковой крючок. Боевая пружина взводится при откате, затем, при накате, частично отдаёт энергию, работая совместно с возвратной пружиной перед постановкой ударника на шептало. Такая схема обеспечивает полное запирание ствола.
Конструкция пистолета позволяет в полевых условиях осуществлять полную сборку/разборку пистолета без привлечения каких либо дополнительных инструментов, используя только затворную задержку и магазин который понадобиться для её извлечения.
Пистолет обладает четырьмя степенями предохранения: два автоматических предохранителя спуска и два предохранителя, срабатывающих при неполном запирании ствола. Один предохранитель спуска блокирует спусковой крючок и выключается при нажатии на нём кнопки, а другой блокирует разобщителем шептало в верхнем положении и выключается при полном нажатии на спусковой крючок. При неполном запирании ствола один предохранитель, состоящий из разобщающего механизма, исключает снижение шептала, а другой не позволяет ударнику разбить капсюль. Многоступенчатая система предохранения ГШ-18 полностью обеспечивает безопасность обращения с пистолетом в любых условиях эксплуатации, что подтверждено в ходе полигонных испытаний. В числе прочих испытаний пистолет выдержал многократные падения с высоты 1,5 м на бетонную плиту с ударником, стоящим на боевом взводе. Отличается повышенной боеготовностью, так как имеет самовзводный ударно-спусковой механизм и автоматический предохранитель.
Прицельные приспособления состоят из нерегулируемого целика, расположенного на затворном блоке (что критики пистолета считают недостатком, так как со временем затворный блок может разболтаться в затворе и точность прицеливания и стрельбы упадёт) и регулируемой по горизонтали мушки. Для стрельбы в условиях низкой освещённости предусмотрена возможность установки на мушку и целик светящихся капсул.
Магазин двухрядный, коробчатый, с шахматным расположением патронов и двухрядным их выходом. Боковые и задняя поверхности магазина имеют большие вырезы, позволяющие на ощупь и при осмотре определять количество патронов.
В стандартный комплект поставки входит пистолет, два магазина, приспособление для заряжания, запасная пружина ударника и шомпол.
Конструкция пистолета очень технологична для массового производства (широко применяются литьё под давлением, штамповка и сварка, что позволяет уменьшить трудоёмкость изготовления), однако стоимость технологической оснастки и оборудования для производства эффективно окупается только при изготовлении крупных партий. В результате, из-за малого объёма выпуска, себестоимость ГШ-18 выше, чем у ПЯ. По состоянию на 2008 год отпускные цены для государственных военизированных структур на пистолет ГШ-18 составляли 14 810 рублей; на пистолет Ярыгина — 8944,4 рублей. По состоянию на 2012 год стоимость пистолета ГШ-18 составляет 23 314,44 рублей.

## Применяемые боеприпасы
Для ГШ-18 разработан специальный бронебойный патрон 9×19 мм 7Н31. Пуля имеет сердечник из термоупрочнённой стали. Вес пули 4,1 грамма, начальная скорость в среднем 550 м/с, дульная энергия 630 Дж. Также возможно использование для стрельбы коммерческих патронов 9×19 мм Парабеллум, патрона 9х19 NATO, а также российского патрона 9×19 мм 7Н21, энергия которого (550 Дж) превышает энергию патрона 9х19 NATO. Полуоболочечная пуля патрона 9х19 ПБП имеет стальной термоупрочнённый сердечник, оголённый в головной части. Рубашка выполнена из алюминиевого сплава. Высокая скорость и особенности конструкции пули обеспечивают пробитие всех типов бронежилетов до 3 класса включительно, непробиваемых даже пулями патрона 7,62х25 ТТ при стрельбе из пистолетов-пулемётов.

## Отзывы военных
В целом отзывы о пистолете ГШ-18 самые разные: от восторженно-рекламных до скептических. В любом случае, к достоинствам ГШ-18 можно отнести очень малый для своего класса вес, большую ёмкость магазина, низкое расположение ствола относительно руки стрелка.
Удобная форма рукоятки, отличная развесовка пистолета (пониженное расположение ствола и близкое расположение центра тяжести пистолета к оси канала ствола) и некоторое гашение отдачи в процессе отпирания канала ствола и взведения боевой пружины могут обеспечивать очень комфортные условия для стрелка. Кроме того, эргономичная форма рукоятки и близкое расположение центра тяжести пистолета к оси канала ствола способствуют быстрому возвращению пистолета на линию прицеливания, что положительно сказывается на кучности при ведении скоростной стрельбы. Выброс гильз в вертикальной плоскости создаёт небольшой компенсирующий момент, препятствующий подбросу ствола, и не уводит ствол в бок с линии прицеливания.
Те же конструктивные особенности проявляются и в недостатках, способных обеспечить некомфортные условия для стрелка. Объясняется это, прежде всего, конструкцией механизма безопасности и предохранения. Вместо привычного спускового крючка у ГШ-18 сдвигаемая гашетка. Стрелок, нажимая на гашетку, непосредственно перед выстрелом довзводит боевую пружину, что удлиняет и утяжеляет спуск. Удобная форма рукоятки и отличная развесовка пистолета лишь частично компенсируют этот недостаток. Также для стрелка может быть непривычным выброс гильзы прямо и вверх. При малом весе пистолета и использовании лёгкой и высокоскоростной пули отдача весьма значительна. Отмечается и ухудшение качества производства при малых сериях, изначально разработанного для массового производства пистолета.
В целом, уступая ПЯ в качестве спортивного и штурмового оружия (где критична точность, малый подброс ствола, характер спуска, геометрия рукоятки для инстинктивной стрельбы), пистолет ГШ-18 превосходен для основной ниши, для которой он и создавался: армейского пистолета, которым пользуются только в случае крайней необходимости (например при самообороне после заброса в тыл врага) — то есть лёгкого и компактного оружия самообороны офицеров-штабистов, танкистов, лётчиков. Такой пистолет должен быть в первую очередь лёгким (возможность ношения большего боекомплекта) и обеспечивать пробиваемость типового бронежилета 3 класса. Эти задачи ГШ-18 выполняет в полном объёме.

## Модификации

### Тактическая
С осени 2012 года серийно выпускается версия пистолета, модернизированная для тактического применения. Применён новый полимерный материал рамки, изменена форма спусковой скобы, добавлен элемент планки Пикатинни, незначительно увеличена длина рамки для возможности крепления ПБС.

### Спортивная
В октябре 2010 года на оружейной выставке представлен 10-зарядный пистолет ГШ-18 Спорт с изменённой конструкцией предохранителя на спусковом крючке: предохранитель выключается поворотом вокруг оси спускового крючка целиком, а не его части. Также изменена форма спусковой скобы, добавлено рифление на передней части кожуха затвора, применён магазин изменённой конструкции на 10 патронов. С начала 2012 года ГШ-18 Спорт выпускается серийно в вариантах на 10 и 18 патронов (ГШ-18 Спорт 2).

### Травматический пистолет
В октябре 2010 года на оружейной выставке был представлен опытный демонстрационный образец травматического пистолета ГШ-18Т под патрон .45 Rubber. От боевого пистолета он отличается упрощённой конструкцией (отсутствует предохранитель на спусковом крючке, автоматика работает за счёт энергии отдачи свободного затвора), наличием в канале ствола двух выступов-рассекателей (исключающих возможность стрельбы боевыми патронами) и уменьшенной до 7 патронов ёмкостью магазина. В связи с изменениями в законодательстве серийный выпуск отменён.